# Estação Henri-Bourassa
A Estação Henri-Bourassa é uma das estações do Metrô de Montreal, situada em Montreal, entre a Estação Sauvé e a Estação Cartier. Faz parte da Linha Laranja.
Foi inaugurada em 14 de outubro de 1966. Localiza-se no Boulevard Henri-Bourassa. Atende o distrito de Ahuntsic-Cartierville.